# NS 1000 (stoomlocomotief)
De serie NS 1000 was een serie stoomlocomotieven van de Nederlandse Spoorwegen (NS) en diens voorganger Hollandsche IJzeren Spoorweg-Maatschappij (HSM).
De in 1878 en 1879 in dienst gestelde locomotieven Eos - Medea (HSM 74-82, latere NS 1001-1009) waren bij de HSM de eerste locomotieven met een stoomspanning van 10 atm., bijgenaamd "tienders" en zijn als een verbeterde voortzetting van de serie Ajax - Deukalion (HSM 43-60, 63-70, latere NS 801-826) te beschouwen. De asindeling is 1'B, de locomotieven waren bedoeld voor het trekken van snelle personentreinen op de nieuw geopende verbindingen Zutphen - Winterswijk en Zaandam - Amsterdam. In 1880 en 1882 volgde de aflevering van de Nestor - Xantippe (HSM 89-98, latere NS 1010-1019) en in 1883 de Zelos - Jordaens (HSM 116-125, latere NS 1020-1029).
Vanaf de Nestor werden de locomotieven afgeleverd met een zwaardere tender met grotere waterinhoud en kolenvoorraad. Omstreeks 1896 werden de tenders van de Eos - Medea hierop aangepast.
De namen van de twintig locomotieven Eos - Zelos verwijzen naar Griekse mythologische figuren. De volgende negen locomotieven Artevelde - Jordaens zijn vernoemd naar bekende personen uit de vaderlandse geschiedenis.
Bij de samenvoeging van het materieelpark van de HSM en Maatschappij tot Exploitatie van Staatsspoorwegen (SS) in 1921 kregen de locomotieven van de serie Eos - Jordaens de NS-nummers 1001-1029. In de jaren 1924-1935 werd deze gehele serie afgevoerd en bleef alleen de 1010 in 1934 voor het Nederlands Spoorwegmuseum behouden. Deze werd in 1964 hersteld van oorlogsschade uit 1943 en 1944 en teruggebracht in de stijl van HSM 89 Nestor en in deze staat op 24 november van dat jaar overgedragen aan het Spoorwegmuseum
| HSM nummer | Naam          | Fabrieksnummer | NS nummer | In dienst | Uit dienst | Bijzonderheden                            |
| ---------- | ------------- | -------------- | --------- | --------- | ---------- | ----------------------------------------- |
| 74         | Eos           | 3623           | 1001      | 1878      | 1925       |                                           |
| 75         | Furie         | 3624           | 1002      | 1878      | 1925       |                                           |
| 76         | Galatea       | 3625           | 1003      | 1878      | 1926       |                                           |
| 77         | Hydra         | 3626           | 1004      | 1878      | 1924       |                                           |
| 78         | Io            | 3627           | 1005      | 1878      | 1925       |                                           |
| 79         | Janus         | 3628           | 1006      | 1878      | 1926       |                                           |
| 80         | Kalypso       | 3704           | 1007      | 1879      | 1926       |                                           |
| 81         | Laokoon       | 3705           | 1008      | 1879      | 1926       |                                           |
| 82         | Medea         | 3706           | 1009      | 1879      | 1925       |                                           |
| 89         | Nestor        | 3730           | 1010      | 1880      | 1934       | Bewaard in het Nederlands Spoorwegmuseum. |
| 90         | Orpheus       | 3731           | 1011      | 1880      | 1935       |                                           |
| 91         | Pegasus       | 3732           | 1012      | 1880      | 1934       |                                           |
| 92         | Ra            | 3733           | 1013      | 1880      | 1930       |                                           |
| 93         | Sirene        | 3734           | 1014      | 1880      | 1927       |                                           |
| 94         | Titaan        | 3735           | 1015      | 1880      | 1927       |                                           |
| 95         | Utopia        | 3736           | 1016      | 1880      | 1926       |                                           |
| 96         | Victoria      | 3771           | 1017      | 1881      | 1933       |                                           |
| 97         | Walhalla      | 3772           | 1018      | 1881      | 1928       |                                           |
| 98         | Xantippe      | 3773           | 1019      | 1881      | 1933       |                                           |
| 116        | Zelos         | 3900           | 1020      | 1883      | 1926       |                                           |
| 117        | Artevelde     | 3901           | 1021      | 1883      | 1934       |                                           |
| 118        | Beyling       | 3902           | 1022      | 1883      | 1934       |                                           |
| 119        | Cats          | 3903           | 1023      | 1883      | 1930       |                                           |
| 120        | Gerard Dou    | 3904           | 1024      | 1883      | 1933       |                                           |
| 121        | Evertsen      | 3905           | 1025      | 1883      | 1932       |                                           |
| 122        | Govert Flinck | 3906           | 1026      | 1883      | 1930       |                                           |
| 123        | Hugo de Groot | 3907           | 1027      | 1883      | 1933       |                                           |
| 124        | Huygens       | 3908           | 1028      | 1883      | 1930       |                                           |
| 125        | Jordaens      | 3909           | 1029      | 1883      | 1933       |                                           |

Station Utrecht Maliebaan · Heimwee Express · Pendeldienst naar Utrecht Centraal · Afbeeldingen